# 1900年 (映画)
『1900年』（伊：Novecento）は、1976年に公開された、ベルナルド・ベルトルッチ監督によるイタリア・フランス・西ドイツ・アメリカ合作映画。1901年生まれの、異なる階層出身の幼馴染の2人の男性の生き方を中心に、20世紀初頭から第一次世界大戦、ファシズムの台頭から第二次世界大戦の終了までのイタリア現代史を描く。
なお、原題の「Novecento」は「1900」という数値の意味である他に「1900年代」「20世紀」という意味があり、冒頭の「ジュゼッペ・ヴェルディが死んだ！」という台詞はこれを踏まえている。これらのことから、『1900年』という邦題は明らかに誤訳である。

## ストーリー
第一部
1945年4月25日、解放の日。イタリアポー河流域の農村地帯で麗らかな陽光を浴びながら歌を歌っていた若者が軍服の男に狙撃され、「戦争は、終わったのにな」と無念の言葉を語って絶命する。
農民達は銃を持って、戦前から彼らを苦しめていたファシスト・アッティラとその妻レジーナを厳しく捜索する。アッティラの雇い主だったベルリンギエリ農園の当主アルフレードはレオニダ少年に捕らえられ、彼がファシストに抵抗した農民オルモを崇拝していることを知る。アルフレードにとっても、オルモは大切な人物で幼馴染の親友であった。
物語は、作曲家のジュゼッペ・ヴェルディが死んだ年である1901年に遡る。ベルリンギエリ農園では、二人の男の子の赤ん坊が誕生する。一人は小作人頭レオ・ダルコの孫でオルモと名づけられ、もう一人は地主アルフレード・ベルリンギエリの二男ジョヴァンニの子で、祖父の名をもらってアルフレードと名づけられる。
それから何年かが過ぎ、少年期を迎えたアルフレードとオルモはそれぞれの祖父の愛情を受けて育ち、喧嘩ばかりしながらも友情を深め合う。夏の祭りの日、若者達が華麗にダンスを踊る姿を見た祖父ベルリンギエリは自身の老いを痛感し、首を吊って自殺する。遺体を見たレオは亡き友に「考える時間が有り過ぎたな」と声をかける。ジョヴァンニは父の遺言状を偽造して農園地主の地位を手に入れる。父の卑劣な手法と最愛の祖父の死にアルフレードは強いショックを受ける。ジョヴァンニは小作人の賃金を大幅にカットして、農民達はストライキに入る。レオは孫オルモとアルフレードと木陰で休息中に息を引き取る。ストは続き、オルモと農民の子供達は、港湾労働者の招きでジェノヴァに向かう。
兵士として第一次世界大戦に従軍したオルモは逞しい若者に成長し、1918年に帰郷した。オルモは、従姉妹レジーナとの遊びに耽っていたアルフレードと再会する。青年になった二人は熱い抱擁を交わす。オルモは、ベルリンギエリ農園管理人でジョヴァンニの腹心の部下であるアッティラと対立する。同じく強引なアッティラの手法に反発していた女性教師アニタにオルモは恋心を抱き、後に二人は結ばれる。
1921年、アルフレードは伯父オッタヴィオ（ジョヴァンニの兄）の屋敷で、華麗でモダンなムードを持った美女アダと出会い、一目惚れする。アニタやオルモと親しくしていた老人四人が、アッティラとその仲間に襲撃され焼き殺される。その惨劇があった頃、乾草の小屋でアルフレードとアダは激しく愛し合って結ばれる。
数日後、仲間の老人達を哀悼してアニタとオルモは号泣する。一方アッティラは黒シャツ隊の一員となって、仲間を引き連れ街を行進する。

第二部
1922年、アルフレードとアダがボートで恋のひと時を楽しんでいる。父ジョヴァンニが亡くなると、アルフレードは当主となるとともに、アダとの結婚を決める。一方、アニタは娘を出産して亡くなり、オルモは娘を、彼女の母と同じくアニタと命名する。アルフレードとアダが華やかな結婚式を挙げた当日、アルフレードを愛していたレジーナは失恋のショックから、アッティラとの情事を楽しむ。二人が情事を楽しんでいた部屋に、少年パトリッツィオがアッティラに手袋を返却するために現れる。少年はアッティラに捕らえられ、口止めにレジーナによって童貞を奪われた挙句、結局アッティラの手で惨殺される。アッティラは殺人の容疑をオルモになすり付け、オルモはアッティラとその仲間に殴られる。オルモの無実を確信するアダはアルフレードにオルモ救出を頼むが、気の弱いアルフレードは何も出来ない。
1928年、アダは酒びたりの生活を送り深く傷つく。地主だった亡夫が生前アッティラに苦しめられたことに怒りを抱いていたピオッピ夫人はクリスマスの夜、部屋にアッティラとレジーナを軟禁するが、アッティラの逆襲にあって殺される。この事件もアダは犯人がアッティラと確信するが、臆病な夫アルフレードはアッティラの罪を糾そうとしない。数年後、オルモがアッティラによって家畜とともに売り払われたことに腹を立て、アッティラを小作人たちとともに牛糞まみれにすると、オルモはアッティラからの報復を避けるために行方をくらます。この状況にアルフレードはようやくアッティラを解雇すると告げるが、時既に遅く、オルモが行方をくらましたことを聞いたアダはベルリンギエリの家を出る。
アッティラはファシストの幹部として強力な権力を掌握し、農民達を苛め抜き、反抗した者を容赦なく虐殺する。
1945年4月25日、解放の日。オルモの娘アニタは仲間の農民達を力強く励ます。アッティラとレジーナの夫婦は農民達に捕らえられ、アッティラはこれまで犯した罪を告白した後に処刑される。そこへ死んだと思われたオルモが帰還する。少年レオニダに捕らえられたアルフレードに対する人民裁判を農民達は開く。オルモもその場にやってきた。オルモとアルフレードは裁判の場で運命の再会を果たすこととなる。オルモは農民たちを前に「地主の死」を宣告し、その生き証人であるアルフレードを殺すわけにはいかないと告げると、オルモの意見に農民たちは賛意を示す。そこにパルチザンが現れ、治安維持のためにと武器を回収して去って行く。
それから長い月日が経ち、年老いたアルフレードとオルモは少年のときと同様、喧嘩ばかりしながらも一緒にいる。ある日、アルフレードはオルモとの少年時代の思い出の場所である列車のレールに横たわる。

## 登場人物
ベルリンギエリ家
アルフレード・ベルリンギエリ (祖父)
初代。ジョヴァンニの父。孫のアルフレードに自分と同じ名前をつけて溺愛する。
デゾラータ尼 (祖父の姉)
アルフレード祖父の姉。
オッタビオ・ベルリンギエリ (伯父)
アルフレードの伯父（ジョヴァンニの兄）。長男でありながら家を出て放蕩暮らし。アルフレードに慕われる。
ジョヴァンニ・ベルリンギエリ (父)
二代目。目下の者に対して常に威圧的。
エレオノラ・ベルリンギエリ (母)
アメリアの姉。
アルフレード・ベルリンギエリ
三代目。地主の次男ジョヴァンニの息子。
アダ・フィアストリ・ポーラン
アルフレードの妻。情緒不安定。
アメリア
レジーナの母。夫に捨てられ、姉エレオノラを頼って娘とともにベルリンギエリ家に住むようになる。欲深い。
レジーナ
アルフレードの従妹（母の妹の娘）。アルフレードとの結婚を望んでいたが果たせず、アッティラの妻となる。
アッティラ・メランキーエ
ベルリンギエリ家の農園管理人でジョヴァンニの腹心の部下。ファシストの幹部として強力な権力を掌握し、農民達を苛め抜き、反抗した者を容赦なく虐殺。
道化のリゴレット
ベルリンギエリ家の使用人。
レオ・ダルコ
ベルリンギエリ家の小作人頭。オルモの祖父。
オルモ・ダルコ
ベルリンギエリ家の小作人頭レオの孫。父なし子として生まれる。
アニタ・フルラン
教師。オルモの妻。娘を産んで亡くなる。
アニタ (娘)
オルモとアニタ・フルランの娘。出産後に死んだ母と同じ名前。
洗濯女ネーヴェ
アルフレードとオルモが町で出会った女。3人でベッドインするが、酒を飲まされたために痙攣を起こす。
ピオッピ未亡人
地主の妻。亡夫は真面目だったが経営に失敗したため借金のカタに土地も屋敷も奪われる。
レオニダ少年
村の少年。アルフレードを捕らえる。オルモを尊敬している。

## キャスト
| 役名                         | 俳優                         | 日本語吹替 |
| 役名                         | 俳優                         | テレビ朝日版 |
| ---------------------------- | ---------------------------- | --- |
| アルフレード・ベルリンギエリ | ロバート・デ・ニーロ         | 松橋登 |
| オルモ・ダルコ               | ジェラール・ドパルデュー     | 大塚芳忠 |
| アダ・フィアストリ・ポーラン | ドミニク・サンダ             | 高島雅羅 |
| アッティラ・メランキーエ     | ドナルド・サザーランド       | 堀勝之祐 |
| レジーナ                     | ラウラ・ベッティ             | さとうあい |
| アニタ・フルラン             | ステファニア・サンドレッリ   | 土井美加 |
| アルフレード・ベルリンギエリ | バート・ランカスター         | 筈見純 |
| レオ・ダルコ                 | スターリング・ヘイドン       | 北村弘一 |
| オッタビオ・ベルリンギエリ   | ヴェルナー・ブルーンス       | 中江真司 |
| ジョヴァンニ・ベルリンギエリ | ロモロ・ヴァリ               | 池田勝 |
| ロジーナ                     | マリア・モンティ             | 竹口安芸子 |
| 洗濯女ネーヴェ               | ステファニア・カッシーニ     | 滝沢久美子 |
| エレオノラ                   | アンナ＝マリア・ゲラルディ   | 叶木翔子 |
| ピオッピ夫人                 | アリダ・ヴァリ               | 有馬瑞香 |
| 少年アルフレード             | パオロ・パヴェージ           | 近藤玲子 |
| 少年オルモ                   | ロベルト・マッカンティ       | 田中真弓 |
| デゾラータ尼                 | フランチェスカ・ベルティーニ | |
| 不明 その他                  |                              | 水野龍司 瀬畑奈津子 福田信昭 田原アルノ 田中正彦 塚田恵美子 小室正幸 幹本雄之 亀井芳子 塚田正昭 矢島晶子 折笠愛 宮本充 中博史 藤本譲 長島雄一 伊藤美紀 片岡富枝 小野健一 峰恵研 大山高男 巴菁子 種田文子 |
|                              |                              | |
| 演出                         | 演出                         | 蕨南勝之 |
| 翻訳                         | 翻訳                         | 久保喜昭 |
| 効果                         | 効果                         | 南部満治 |
| 調整                         | 調整                         | 金谷和美 |
| 制作                         | 制作                         | ニュージャパンフィルム |
| 解説                         |                              | |
| 初回放送                     | 初回放送                     | 1993年5月4日・5日・6日 『シネマエクスプレス』 |

## エピソード
当初、製作費として3つの映画会社ユナイテッド・アーティスツ、パラマウント映画、20世紀フォックスが200万ドルずつ出資したが、最終的には予算を300万ドル超過して、トータルで900万ドルとなった。